# 凌峰 (解放军)
凌峰，男丶中国人民解放军少將，中国共产党党员丶中共政治人物丶復员軍人。
2013年11月18日退休，曾任貴州省军区司令員、參謀長，四川省军区司令员，第十二届全国人民代表大会解放軍代表，畢業于南京陆军指挥学院，研究生學位。